# Jeff Hendrick
Jeffrey Patrick Hendrick (Dublin, 31 januari 1992) is een Iers voetballer die doorgaans speelt als centrale middenvelder. In augustus 2020 verruilde hij Burnley voor Newcastle United. Hendrick maakte in 2013 zijn debuut in het Iers voetbalelftal.

## Clubcarrière
Op zestienjarige leeftijd trok Hendrick naar Derby County. Hij debuteerde op 23 april 2011 in het eerste team, tegen Burnley. Hij viel tien minuten voor tijd in voor Robbie Savage. Op 17 september 2011 maakte hij zijn eerste doelpunt voor Derby County in een derby tegen Nottingham Forest. Hendrick speelde bijna tweehonderd competitiewedstrijd voor Derby. In de zomer van 2016 verkaste de Ierse middenvelder naar Burnley voor een bedrag van circa twaalf miljoen euro, een clubrecord voor Burnley. Later werd dit record nog aangescherpt, door de aankoop van Steven Defour. Hendrick zette zijn handtekening onder een verbintenis voor de duur van drie seizoenen. Tussendoor verlengde hij zijn contract met een seizoen, tot de zomer van 2020. Hendrick was een vaste waarde in de selectie van Burnley, maar hij besloot zijn aflopende contract niet te verlengen waarna hij in augustus 2020 tekende bij Newcastle United. In januari 2022 werd hij op huurbasis gestald bij Queens Park Rangers.

## Clubstatistieken
| Seizoen | Club             | Competitie     | Competitie | Competitie | Beker | Beker | Internationaal | Internationaal | Totaal | Totaal |
| Seizoen | Club             | Competitie     | Wed.       | Dlp.       | Wed.  | Dlp.  | Wed.           | Dlp.           | Wed.   | Dlp.   |
| ------- | ---------------- | -------------- | ---------- | ---------- | ----- | ----- | -------------- | -------------- | ------ | ------ |
| 2010/11 | Derby County     | Championship   | 3          | 0          | 0     | 0     | —              | —              | 3      | 0      |
| 2011/12 | Derby County     | Championship   | 42         | 3          | 1     | 0     | —              | —              | 43     | 3      |
| 2012/13 | Derby County     | Championship   | 45         | 6          | 2     | 1     | —              | —              | 47     | 7      |
| 2013/14 | Derby County     | Championship   | 33         | 5          | 2     | 0     | —              | —              | 35     | 5      |
| 2014/15 | Derby County     | Championship   | 41         | 7          | 6     | 2     | —              | —              | 47     | 9      |
| 2015/16 | Derby County     | Championship   | 33         | 2          | 2     | 0     | —              | —              | 35     | 2      |
| 2016/17 | Derby County     | Championship   | 2          | 0          | 1     | 0     | —              | —              | 3      | 0      |
| 2016/17 | Burnley          | Premier League | 32         | 2          | 3     | 0     | —              | —              | 35     | 2      |
| 2017/18 | Burnley          | Premier League | 34         | 2          | 2     | 0     | —              | —              | 36     | 2      |
| 2018/19 | Burnley          | Premier League | 32         | 3          | 3     | 0     | 6              | 0              | 41     | 3      |
| 2019/20 | Burnley          | Premier League | 24         | 2          | 3     | 1     | —              | —              | 27     | 3      |
| 2020/21 | Newcastle United | Premier League | 22         | 2          | 1     | 0     | —              | —              | 23     | 2      |
| 2021/22 | Newcastle United | Premier League | 3          | 1          | 1     | 0     | —              | —              | 4      | 1      |
| 2021/22 | → QPR            | Championship   | 0          | 0          | 0     | 0     | —              | —              | 0      | 0      |
| Totaal  | Totaal           | Totaal         | 346        | 35         | 27    | 4     | 6              | 0              | 379    | 39     |

Bijgewerkt op 2 februari 2022.

## Interlandcarrière
Hendrick doorliep alle nationale jeugdelftallen vanaf de –16. Op 6 februari 2013 debuteerde Hendrick onder Giovanni Trapattoni in het shirt van Ierland, in een oefeninterland tegen Polen. Hij viel na 71 minuten in voor James McCarthy. Hij gaf een assist op Wes Hoolahan, die 2–0 maakte. Met Ierland nam Hendrick in juni 2016 deel aan het EK 2016 in Frankrijk. Ierland werd in de achtste finale uitgeschakeld door gastland Frankrijk na twee doelpunten van Antoine Griezmann.